# Kwakiutl

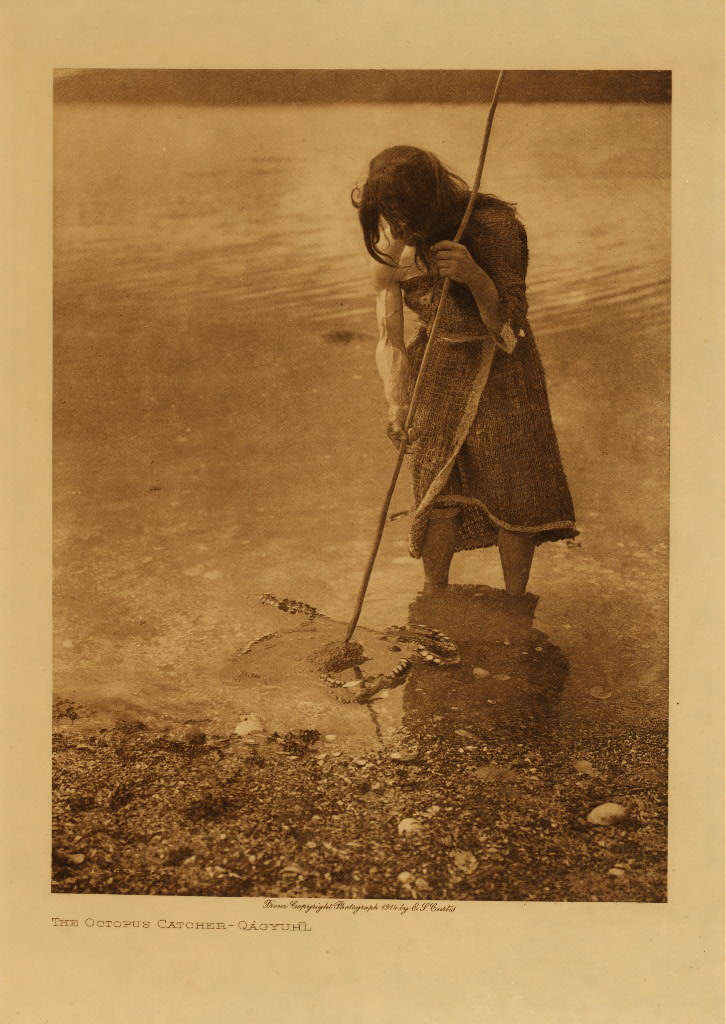
Kwakiutl en Vancouver, Canadá.

Los kwakiutl son una tribu amerindia que hablan lenguas wakash y que se encuentra situada en Canadá. Su nombre significa "playa al lado norte del río". Se dividía en tres grupos: Haisla o Kitimat, Hailtzuk u Oowekyala (que comprende los subgrupos Bellabella, Xachais y Wikeno) y Kwakiutl. 
Los Kwatiutl propiamente dichos se dividen en quince pueblos: Klaskino, Quatsino, Koskimo, Nuwitti, Qwashela, Nakwakto, Mamalillikulla, Kwilwisotenok, Tlawitis, Nimkish, Tanakteuk, Tsawataineuk, Kwawwawainck, Lekwiltok y Kwakiutl, estos últimos en Fort Rupert.
Esta tribu ha adquirido popularidad por ser protagonistas de la práctica del potlatch.

## Localización
Vivían entre las islas Vancouver y Queen Charlotte, divididos del siguiente modo:
- Xa·islá o Haisla, ocupaban el territorio entre los canales Gardner y Douglas.
- Hèi·’ltsuq o Hailtzuk, entre el canal Gardner y el río Inlet.
- Kwakiutl, entre el río Inlet y el norte de Vancouver.

Antiguamente se dividían en 30 tribus diferentes, pero en la actualidad hay 15 reservas gobernadas por consejos independientes.

## Demografía
Se cree que alrededor del 1700 había 15.000 individuos, pero más tarde la población se diezmó a causa del alcohol y de las enfermedades, primero a 7000 en 1835, después a 2.300 en 1885, y más tarde 1.039 en 1920. Veinte años después la cifra aumentó hasta 1.482 y en 1960, hasta 2500, el 75% de la población tenía menos de 32 años. En 1980 había 1000 haisla (de los cuales 250 hablaban la lengua nativa), 1.200 hailtzuk (de los cuales la hablaban 450) y 3500 kwakiutl (de los que hablaban la lengua un millar), en total, 5.700 individuos. En 1990 había 4.000 kwakiutl y 2.500 haisla. Según información del censo canadiense en el 2000, estaban divididos en dos Councils:
- Kwakiutl District Council, que abarca las reservas de Cape Mudge (857 h), Campbell River (606 h), Gwa'Sala-Nakwaxda'xw (724 h), Mamalillikulla (369 h), Port Hardy (644 h), Quatsino (371 h), Kwiakah (20 h), Da'naxda'xw (171 h), Tlatlasikwala (45 h), Ditidaht (629 h), Tanakteuk (153 h), Coquitlam (64 h) y Kwa wa aineuk (24 h). En total, 4.677 individuos.
- Musgamagw Tsawataineuk Tribal Council, que abarca Kwicksutaineuk (258 h), Namgis (1.538 h) y Tsawataineuk (487 h). En total, 2.283 individuos.

En total, 6.960 individuos. Según el censo canadiense de 2016, sin embargo, la población es de 3665.

## Costumbres

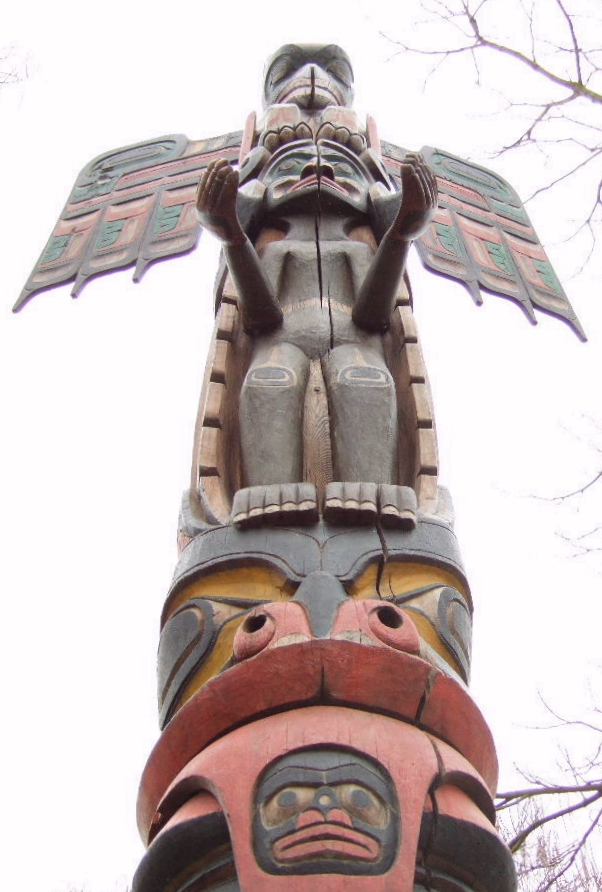
Tótem de Kwakiutl-Chief Tony Hunt.

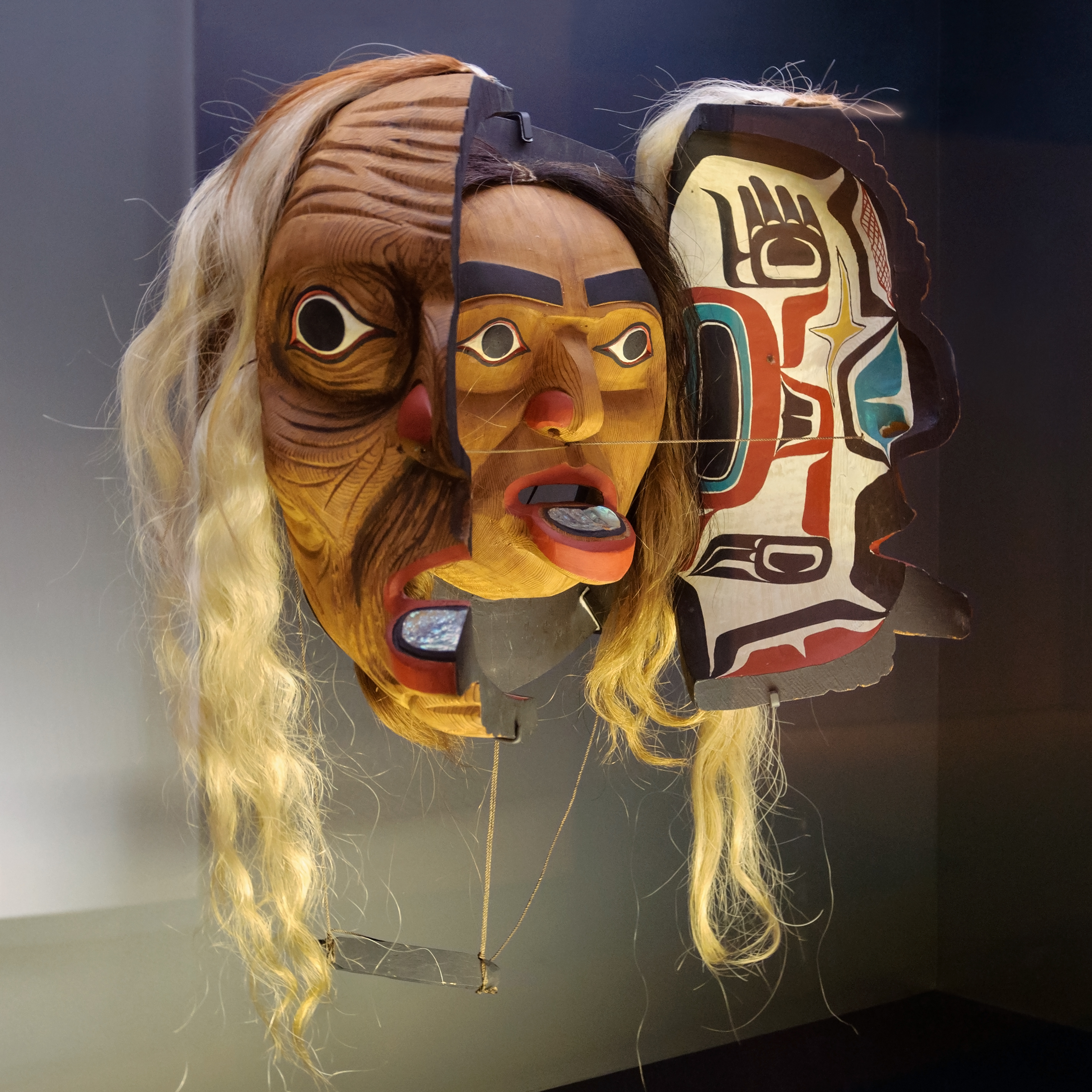
Máscara a transformación.

Son pescadores y leñadores, construían cabañas, embarcaciones, y tótems para los antepasados, propios de la cultura de los indios de la costa noroeste. Estaban relacionados culturalmente con los nootka. Su sociedad estaba muy organizada, estratificada en rangos, y con personalidad agresiva. Cada tribu tenía un rango en relación con las otras tribus, cada subdivisión tribal la tenía con las otras subdivisiones, y cada división individual con las otras divisiones individuales. El rango estaba determinado por la herencia de nombres y privilegios tales como el derecho a cantar ciertas canciones, o llevar ciertas máscaras ceremoniales. Organizaron una famosa Sociedad Secreta Caníbal, y atacaban a las otras tribus. Los tótems representaban las figuras del clan, sin embargo, no tenían significado heráldico. Estaban divididos en clanes, cada uno con el nombre de su fundador heroico (oso, ballena, cuervo, castor, etcétera). Desarrollaban el potlatch de una manera mucho más elaborada. Con él celebraban acontecimientos importantes, tales como los nacimientos, casamientos, penas por violaciones de tabús, propuestas de protección y en competición por conseguir algunos privilegios. Cada sociedad disponía de una serie de danzas que dramatizaban experiencias ancestrales, con seres sobrenaturales descritos como donadores de regalos de ceremonias prerrogativas como canciones, danzas, y similares, que desde entonces empezaban a ser propiedades hereditarias. Las danzas tseyka, hechas con ceremonias de invierno (o danzas hamatsa), hacían referencia a las experiencias con los espíritus que se habían enfrentado al espíritu caníbal superior 
Bakhbakwalanooksiwey, quien era atendido por unos pájaros capaces de engullirse a un humano. Durante la danza con máscaras creían que se confundía lo terrestre con lo sobrenatural.

## Historia

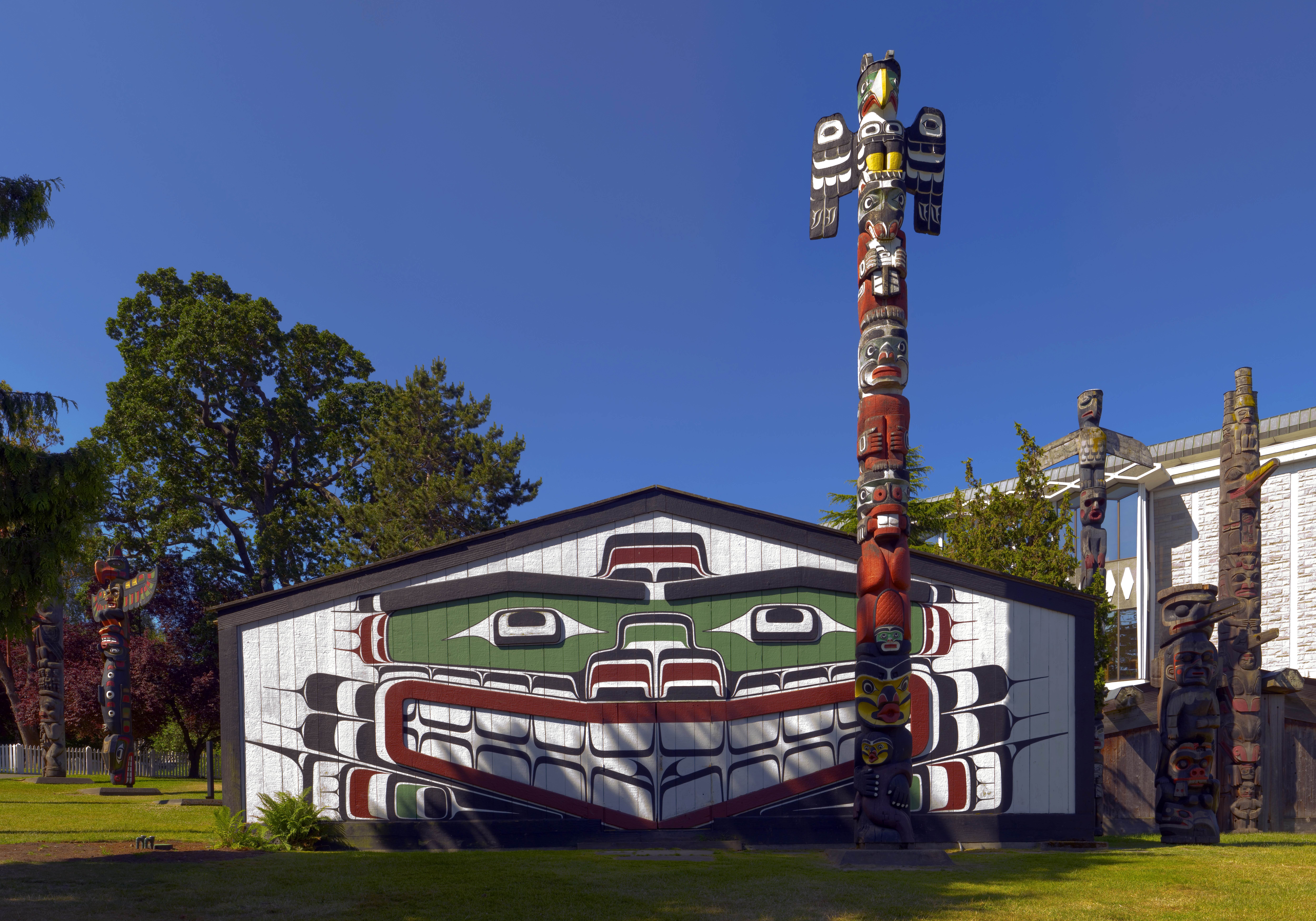
Wawadit'la (casa grande) y Tótem. Construida por Mungo Martin en 1953.

Se establecieron en la zona desde hace mucho tiempo. El primer europeo en contactarlos fue el español Juan Pérez en 1774 en el barco Santiago después de visitar a los haida. Más tarde, en 1778, les visitó el inglés James Cook, y en 1788 los estadounidenses Robert Gray y John Kendrick. En 1790 se celebró la Convención Nootka, que regularía el comercio en la zona entre británicos y españoles. En 1792 los visitó George Vancouver, quien firmó un acuerdo comercial con el jefe Charles de Lekwiltok y los mantuvo bajo la órbita británica. De este modo, en 1824 los británicos de la Hudson Bay Company fundaron Fort Vancouver y Fort Rupert en 1849. Esto provocó un fuerte aumento de la población blanca, junto con el alcohol y la prostitución. En 1835 mantuvieron una guerra con los bellacoola, y en 1865, un grupo de comerciantes rusos atacó Fort Rupert, destruyendo los poblados indios. A este hecho se le sumaron diversas epidemias que sufrieron entre 1860 y 1870 y redujeron bastante la población. En 1867 los británicos dictaron el Indian Liquor Ordenance, para regular la venta de las bebidas alcohólicas. En 1871 se formó el territorio de la Columbia Británica, que pasó a formar parte de Canadá, y que comprendía el territorio de los kwakiutl. De este modo se inició una persecución legal contra ellos. El Indian Act of Canada les prohibió celebrar el potlatch, aunque los primeros arrestos no se producirían hasta 1889. En 1880 decidieron parcelar sus tierras y en 1886 fueron visitados por el antropólogo Franz Boas, quien estudió sus costumbres, hábitos y folclore. En el año 1915 pasaron a formar parte de las Allied Tribes of British Columbia junto con los haida, bellacoola, tsimshian, y coast salish. En diciembre de 1921, una nueva oleada de represión antipotlatch en Canadá, provocó 300 detenidos en una celebración, y en 1927 el Parlamento canadiense decidió que no podían recibir compensaciones económicas por las tierras arrebatadas. En 1930 participaron en la fundación de la Native Brotherhood of British Columbia, y en 1936 en la Pacific Coast Native Fishermen's Association, que se unirían más tarde en una sola organización, y desde 1946, editaron el diario Native Voice. En 1951 los británicos revisaron el Indian Act y les permitieron, tanto la celebración del potlatch, como las reclamaciones por las tierras arrebatadas. Más aún, en 1960 recibieron el derecho al sufragio y a escoger un consejero por cada 100 nativos. En 1969 se aprobó el Indian Paper y comenzaron a recibir instrucción y escolarización en su lengua nativa, aunque había mucha pobreza entre ellos. El miembro más destacado de la tribu es David Neel, escritor y fotógrafo profesional.